# Angel (Chanmina)
Angel è un singolo della cantante giapponese Chanmina.

## Pubblicazione
Il brano omonimo è stato pubblicato il 24 luglio 2020 come singolo digitale, per poi essere commercializzato in versione fisica e digitale insieme a tre nuove tracce inedite il 9 settembre 2020.
Il video del b-side promozionale Rainy Friday è stato reso disponibile l'11 settembre 2020 sul canale YouTube della cantante.

## Tracce
1. Angel
2. Very Nice to Meet You
3. Rainy Friday
4. As Hell

## Classifiche
| Classifica (2020) | Posizione massima |
| ----------------- | ----------------- |
| Giappone          | 15                |